# 暁の終列車
「暁の終列車」（あかつきのしゅうれっしゃ）は1981年4月21日に発売された甲斐バンドの18枚目のシングル。

## 概要
オリコン最高位35位。アルバム未収録。しかし、2007年の紙ジャケシリーズにてアルバム『破れたハートを売り物に』のボーナス・トラックとして収録された。
カップリングは、翌年発表のアルバム『虜-TORIKO-』収録のものとは間奏の楽器も異なる、国内ミックスダウンのシングル・バージョン。

## 収録曲
- 全作詞・作曲：甲斐よしひろ、編曲：甲斐バンド・井上鑑

1. 暁の終列車
2. フィンガー （Single Version）